# Fuelóleo
Fuelóleo ou fuel oil é uma fração obtida da destilação do petróleo, quanto como um destilado como um resíduo. De maneira mais geral, o fuelóleo é qualquer produto líquido do petróleo que é queimado em uma fornalha ou caldeira para geração de calor ou utilizado como um agente para a geração de energia, exceto óleos que possuem um ponto de fulgor de aproximadamente +40 °C e óleos queimados em  queimadores de algodão ou madeira seca. Neste sentido, o diesel é um tipo de fuelóleo. Fuelóleo é feito de longas cadeias de hidrocarbonetos, em especial alcanos, cicloalcanos e aromáticos. O termo fuel oil é também utilizado no senso estrito para se referir apenas aos combustíveis comerciais obtidos do óleo cru, mais pesados do que a gasolina e nafta.